# عقب‌دار
عقب‌دار (انگلیسی: Rearguard) بخشی از نیروی نظامی است که از سپاه و لشکر اصلی در مقابل حمله از عقب (چه در حین پیش‌روی و چه در هنگام عقب‌نشینی) محافظت می‌نماید. همچنین ممکن است وظایفی همچون محافظت از خطوط ارتباطی (در پشت ارتش) به عقب‌دارها هم محول گردد. این اصطلاح در ادوار مختلف، معانی متفاوتی داشته است که عبارت هستند از؛ پس‌قراول و پس‌گام.